# Agapanthia amurensis
Agapanthia amurensis är en skalbaggsart som beskrevs av Ernst Gustav Kraatz 1879. Agapanthia amurensis ingår i släktet Agapanthia och familjen långhorningar. Inga underarter finns listade i Catalogue of Life.